# 山口哲夫
山口 哲夫（やまぐち てつお、1928年8月9日 - 2020年8月25日）は、日本の政治家。釧路市長・参議院議員（2期）・新社会党書記長を歴任した。

## 生い立ち
電気技師の子として樺太真岡町に生まれる。旧制樺太庁立豊原中学校卒業後、大泊町役場に勤務していた時に日本の敗戦を経験した。ソ連軍進駐下で町役場は民政局と改称され、山口はそのままソ連軍に民政局勤務を命じられた。父親が大泊町の電気事業の責任者だったため、山口一家はなかなか日本への復員が許されず、1947年にようやく日本に復員することが出来た。その後、釧路市役所に勤務となり、市役所勤務のかたわら北海道釧路湖陵高等学校定時制に通い、戦争のために満足に受けられなかった中等教育をやり直した。
市役所では社会課長に昇進し、ホームヘルパー制度の導入や定時制高校卒業生の就職差別撤廃に尽力した。

## 釧路市長
1965年、日本社会党から釧路市長選に立候補して当選した。市長就任後は、ごみ処理の無料化や市長自ら市民の相談に乗る市民相談制度の導入、工場誘致奨励金の廃止、釧路湿原の保護などの政策を打ち出し、山口は一躍革新首長のリーダー的存在とみなされた。
釧路市への工場進出に積極的だった企業と裁判を起し、助成金を反故にするなど急進的な産業抑制策を実施した。
また、日本社会党の市議会議員のうち、素行不良で支持者の評判の悪い議員の公認を取り消し、職場討議で若い候補者を選出して、社会党議員団の若返りをはかるという取り組みもおこなっている。このような山口の政策は社会党内でも模範例として広く紹介された。
しかし、1977年、ソ連との間で200海里問題が発生すると、社会主義協会系だった山口は親ソ派として対立陣営から攻撃されるようになった。さらにそれまで山口を支持していた公明党が野党共闘から自公民路線へと転換したことで、山口陣営からはなれたことも響き、1977年の市長選挙では落選した。

## 国政へ
市長落選後、山口は札幌市に移り、日本社会党北海道本部副委員長となり、党員拡大や党員の教育のために北海道中をまわった。
1986年の参議院議員選挙では、比例区に社会党から立候補して、当選。以後、2期12年にわたって参議院議員をつとめた。参議院では納税者やアイヌ民族の権利拡大を訴えた。また、防衛問題の論客としてテレビに出演したこともある。
1994年、「社会党は、これまで一貫して『小選挙区制絶対反対』として幾多の選挙を闘ったはずである。それを手のひらを反すように賛成するなど、断じてできないし許すことのできないものである」として、党の決定に背いて、小選挙区比例代表並立制の導入に反対の投票をおこなった。さらに、村山富市内閣下で社会党が原発反対などの基本政策を転換すると、これに抗議して社会党を離党し、新社会党の結成に参加し、書記長となった。1998年の参議院議員選挙では比例区候補として選挙に臨んだが、この選挙で新社会党は候補者が全員落選し、山口も議席を失った。
以後、新社会党顧問を務めながら、余生を過ごしていたが、2020年8月25日、老衰のため、死去。92歳没。